# Беліна (приток Сухої)
Беліна (словац. Belina) — річка, притока Сухої, в окресі Лученець.
Довжина — 19.5 км. Впадає Чамовський потік.
Витік знаходиться на висоті близько 726 метрів біля гори Каранч.